# 海斯多夫
海斯多尔夫是德国莱茵兰-普法尔茨州的一个市镇。总面积3.91平方公里，总人口101人，其中男性49人，女性52人（2011年12月31日），人口密度26人/平方公里。